# Полковник-Ламбриново
Полковник-Ламбриново (болг. Полковник Ламбриново) — село в Болгарии. Находится в Силистренской области, входит в общину Силистра. Население составляет 76 человек.

## Политическая ситуация
Полковник-Ламбриново подчиняется непосредственно общине и не имеет своего кмета.
Кмет (мэр) общины Силистра — Иво Кирилов Андонов (инициативный комитет) по результатам выборов в правление общины.